# Czacz (województwo zachodniopomorskie)
Czacz – osada w Polsce położona w województwie zachodniopomorskim, w powiecie koszalińskim, w gminie Świeszyno. Miejscowość wchodzi w skład sołectwa Niedalino.
Według danych z końca grudnia 1999 r. osada miała 34 mieszkańców.
W latach 1975–1998 miejscowość administracyjnie należała do województwa koszalińskiego.